# Isabel Rey
Isabel Rey (Valencia, 22 marzo 1966) è un soprano spagnolo.

## Biografia
Il soprano valenziano Isabel Rey è una dei pochi artisti spagnoli che ha collaborato assiduamente con il Festival di Salisburgo.
Il suo repertorio include più di 55 opere differenti a cui recentemente ha incorporato ruoli come quelli di Margherite di Faust, Die Gänsemagd di Die Königskinder (Humperdinck), Blanche de I dialoghi delle Carmelitane e Amelia di Simon Boccanegra.
Nata a Valencia, comincia la sua formazione musicale a sei anni con Pepe Doménech Part, entrando a far parte, due anni più tardi, del gruppo Pequeños Cantores di Valencia. Nel Conservatorio della sua città natale inizia gli studi di canto con Ana Luisa Chova, ricevendo il Premio Extraordinario de fin de Carrera. Approfondisce la sua formazione con Tatiana Menotti e Juan Oncina, oltre a lavorare in master class con Alfredo Kraus, Montserrat Caballé, Renata Scotto e Ileana Cotrubas. Dopo aver vinto il Concorso Internazionale di Canto di Bilbao, Isabel Rey debuttò nel ruolo protagonista di La sonnambula (Bellini) nel 1987: il suo debutto internazionale arriva nel 1988 con Les contes d'Hoffmann (Olympia) nell'Opera di Liegi (Belgio), con la cui compagnia realizza una tournée in Russia. L'anno seguente sale per la prima volta sullo scenario della Konzerthaus di Vienna (Exsultate, Jubilate, Mozart), città nella quale, l'anno seguente, partecipa nella poco divulgata opera del genio di Salisburgo Ascanio in Alba.
Il suo interesse per la poesia si è concretizzato con la pubblicazione di un libro con testi scritti da lei stessa, alcuni dei quali sono stati trasformati in cicli di canzoni dai compositori Antoni Parera e Antón García Abril.

## Discografia
- Händel, Semele, Direttore: Christie, Rey, Bartoli, Workman (DECCA 2009)
- Donizetti, Don Pasquale, Direttore: Santi, Rey, Flórez, Raimondi (DECCA 2009)
- Mozart, La finta giardiniera, Direttore: Harnoncourt, Mei, Rey, Schaschina (TKD 2008)
- Boccherini, Stabat Mater, Direttore: Frizza, Rey, Barcellona (DECCA 2007)
- Debussy, Pelléas y Mélisande, Direttore: Welser-Möst, Rey, Gilfry, Volle, Kalish (TKD 2006)
- Purcell, King Arthur, Direttore: Harnoncourt, Isabel Rey, Bonney, Remmert, (Salzburg Festival 2005)
- Fernández Caballero, El dúo de la africana, Direttore: López Cobos, Rey, Rodríguez, Orozco , (Deutsche Grammophon 2004).
- Mozart, Le nozze di Figaro, Direttore: Harnoncourt, Gilfry, Mei, Rey, Chausson (TKD 2009).
- Autori Vari, Arias y dúos de ópera, Direttore: Bragado, Rey, Gavanelli (RTVE).
- Monteverdi, Il ritorno d'Ullisse in Patria, Direttore: Harnoncourt, Rey, Kasarova, Henschel (ARTHAUS 2002).
- Mozart, Don Giovanni, Direttore: Harnoncourt, Rey, Gilfry, Polgar, Bartoli (ARTHAUS 2001).
- Autori Vari, Las Damas del Canto, Rey, De los Ángeles, Berganza, Scotto, Caballé, Bayo, Arteta (RTVE Música 2001).
- César Cano, Te Deum, Direttore: Galduf, Rey, Mentxaca, Cid (Petagas S.A. 2001).
- Autori Vari, Canciones para la navidad, Piano: Zabala, Isabel Rey (Discmedi 1999).
- Autori Vari, Natsu no Omoide, Chitarra: Suzuki, Isabel Rey (Discmedi 1999)
- Mozart, Le nozze di Figaro, Direttore: Harnoncourt, Rey, Hampson, Margiono, Bonney (Teldec 1994)
- Autori Vari, The Passion of Spain, Rey y Carreras (Teldec 1993)
- Autori Vari, Gala Lirica, Rey, Caballé, De los Ángeles, Carreras, González y Pons (RTVE 1992).

Isabel Rey è una collaboratrice abituale della Fondazione José Carreras per la Lotta contro la Leucemia e madrina della Fondazione Clarós contro la sordità.

## Repertorio
- Vincenzo Bellini
  - I Capuleti e i Montecchi (Giulietta)
- Georges Bizet
  - Les pêcheurs de perles (Leila)
  - Carmen (Micaela)
- Claude Debussy
  - Pelléas et Mélisande (Mélisande)
- Gaetano Donizetti
  - Don Pasquale (Norina)
  - L'elisir d'amore (Adina)
- Christoph Willibald Gluck
  - Orfeo ed Euridice (Euridice)
- Engelbert Humperdinck
  - Die Königskinder (Gänsemagd)
- Charles Gounod
  - Romeo e Giulietta (Giulietta)
  - Faust (Margherite)
- Jules Massenet
  - Manon	(Manon)
- Wolfgang Amadeus Mozart
  - Le nozze di Figaro (Contessa)
  - Così fan tutte (Fiordiligi)
  - Don Giovanni (Donna Anna)
  - Idomeneo (Ilia)
  - Die Zauberflöte (Pamina)
- Jacques Offenbach
  - Les contes d'Hoffmann (Antonia)
- Francis Poulenc
  - Dialogues de Carmélites (Blanche)
- Giacomo Puccini
  - La bohème (Musetta)
  - Turandot (Liù)
- Gioachino Rossini
  - Il barbiere di Siviglia (Rosina)
  - Guglielmo Tell (Matilde)
- Igor Strawinsky
  - The Rake's Progress (Anne Truelove)
- Giuseppe Verdi
  - Rigoletto (Gilda)
  - Simone Boccanegra (Amelia)
  - La traviata (Violetta)
  - Luisa Miller (Luisa)